# Coleodactylus elizae
Coleodactylus elizae — вид геконоподібних ящірок родини Sphaerodactylidae. Ендемік Бразилії. Вид названий на честь бразильської герпетологині Елізи Марії Ксав'є Фрейре.

## Поширення і екологія
Coleodactylus elizae відомі з двох місцевостей, розташованих на північному сході бразильського штату Алагоас. Вони живуть в атлантичних лісах, у бромелієвих заростях, що ростуть серед гранітних скель, на висоті 304 м над рівнем моря. Ведуть денний спосіб життя.